# Paliavana schiffneri
Paliavana schiffneri là một loài thực vật có hoa trong họ Tai voi. Loài này được (Fritsch) Handro mô tả khoa học đầu tiên năm 1962.